# Contea di Chelan
La contea di Chelan (in inglese Chelan County) è una contea dello Stato di Washington, negli Stati Uniti. La popolazione al censimento del 2000 era di 66 616 abitanti. Il capoluogo di contea è Wenatchee.

## Geografia
La contea si trova nel centro-nord dello Stato, a est della Catena delle Cascate. Il confine est è costituito dal fiume Columbia. Nella contea scorrono i fiumi Wenatchee, Entiat e Chelan e si trovano i laghi Chelan e Wenatchee. Tra i fiumi Entiat e Wenatchee si estendono i monti Entiat, che a loro volta fanno parte delle North Cascades. Il punto più alto della contea è il Bonanza Peak. Proprio qui si estende il Parco nazionale delle North Cascades. A sud, al confine con la contea di Kittitas, si ergono i monti Wenatchee.
Leavenworth è un pittoresco comune in stile bavarese dove si svolgono mercatini di Natale e un'Oktoberfest.

### Contee confinanti
- Contea di Okanogan - nord-est
- Contea di Douglas - sud-est
- Contea di Kittitas - sud
- Contea di King - sud-ovest
- Contea di Snohomish - ovest
- Contea di Skagit - nord-ovest

## Storia
La contea fu creata nel 1899 dalle contee di Okanogan e Kittitas. La contea fu chiamata così per l'omonimo lago: il nome deriva dalla lingua dei nativi del luogo che significherebbe "acque profonde". L'area era abitata dai nativi Wenatchi, parlanti delle lingue Salish.

## Comuni

### Cities
- Cashmere
- Chelan
- Entiat
- Leavenworth
- Wenatchee (county seat)

### Census-designated places
- Chelan Falls
- Manson
- South Wenatchee
- Sunnyslope